# Koos Reugebrink
Jacobus (Koos) Reugebrink (Emmen, 11 oktober 1930 – Leiderdorp, 10 november 2008) was een Nederlandse belastingdeskundige. Hij speelde een belangrijke rol bij de voorbereidingen tot de invoering in Nederland van de btw op 1 januari 1969. Tussen 1978 en 1995 was hij hoogleraar belastingrecht in Leiden.

## Levensloop

### 1930-1956
Reugebrinks vader was ambtenaar bij de Belastingen en hield zich bezig met incasso’s. In die functie werd hij nogal eens overgeplaatst. Zo kwam het gezin in Apeldoorn terecht, waar Koos Reugebrink de hbs doorliep.
Net als zijn vader koos hij voor het belastingvak. In 1952 ging hij studeren aan de Belastingacademie in Rotterdam. De Belastingacademie stond onder leiding van prof. dr. J. van der Poel (1888-1982), die ook de stichter was van het Belasting & Douane Museum. Hoewel de Belastingacademie niet als academische opleiding was erkend, was er wel een studentencorps. Reugebrink werd al direct in het corps actief als lid van diverse commissies, de redactie van het clubblad en die van de almanak. Hij schreef gedichten en korte verhalen onder de naam Jacques Reugebrink. In zijn laatste studiejaar, 1956, was hij president van de senaat van het corps.
Hij werd ook lid van de toneelvereniging. Daar kreeg hij lessen van Ko van Dijk jr.. Van die lessen zou hij zijn leven lang plezier hebben bij zijn voordrachten, colleges en preken.

### 1956-1965
Koos Reugebrink trad na zijn studie als ambtenaar in dienst bij het ministerie van Financiën. Daar kreeg hij de opdracht een studie te maken van de Franse taxe sur la valeur ajouté. Met die belasting was Frankrijk in 1954 het eerste land dat een Belasting Toegevoegde Waarde invoerde. Nieuw aan dat systeem ten opzichte van het vroegere stelsel van omzetbelasting was dat de btw uitsluitend drukt op de uiteindelijke consument van goederen en diensten. De leveranciers in de keten moeten wel een administratie bijhouden, maar kunnen de btw die ze zelf betalen als voorbelasting aftrekken. Een groot voordeel is dat goederen bij export compleet vrij van omzetbelasting de grens passeren. Alle omzetbelasting is dan al verrekend.
In 1965 werd Reugebrink benoemd tot buitengewoon lector in het belastingrecht aan de juridische faculteit van de Leidse universiteit.

### 1965-1978
Toen Nederland besloot ook een Belasting Toegevoegde Waarde in te voeren, was Reugebrink als btw-expert de aangewezen man om leiding te geven aan die invoering. Minister Johan Witteveen zette hem aan het hoofd van een team dat de Wet op de omzetbelasting 1968 opstelde. De operatie werd succesvol afgesloten met de invoering van de btw op 1 januari 1969. Op 11 april 1967 besloot de Raad van Ministers van de Europese Economische Gemeenschap overigens de btw in te voeren in alle lidstaten.
Tussen oktober 1968 en april 1969 verzorgde de Stichting Teleac een reeks tv-uitzendingen over de bedoelingen achter en de werking van de btw. Reugebrink was de presentator van deze uitzendingen. Niet iedere kijker was enthousiast over deze nieuwe belasting. Reugebrink werd op straat aangesproken en bedreigd. Gelukkig voor hem waren de uitzendingen van tevoren opgenomen. Hij liet enkele maanden zijn snor en baard staan tot alle uitzendingen achter de rug waren.
Naast zijn werk als lector volgde hij een studie fiscaal recht en behaalde hij de meesterstitel. In de vroege jaren zeventig studeerde hij theologie. In 1973 kreeg hij een preekconsent, een vergunning om te preken. Sindsdien preekte hij regelmatig in vele plaatsen in het ressort Zuid-Holland als vervanger van een gereformeerde dominee.
In de jaren zeventig was hij lid van de gemeenteraad van zijn woonplaats Leiderdorp namens de Protestants-Christelijke Groepering (PCG). Hij was ook enige tijd wethouder Sociale Zaken. In 1978 nam hij afscheid van de raad. In dat jaar werd zijn lectoraat aan de universiteit van Leiden omgezet in een gewoon hoogleraarschap.

### 1978-1995
Tijdens zijn hoogleraarschap vervulde Koos Reugebrink vele nevenfuncties. Hij was enige tijd lid van de faculteitsraad van de juridische faculteit en in de perioden 1979-1982 en 1993-1995 decaan van de faculteit.
Van 1982 tot 1990 was Reugebrink directeur van het Opleidingsinstituut Financiën, waar belastinginspecteurs worden opgeleid. Tussen 1984 en 2000 was hij bestuurslid van het Belasting & Douane Museum. Ook was hij rechter in de Belastingkamer van de Amsterdamse rechtbank. Hij bleef ook preekbeurten vervullen.
In 1995 nam hij afscheid als hoogleraar met een rede getiteld De zomer was groots, naar een regel in het gedicht Herbsttag van Rainer Maria Rilke. Hij was niet gelukkig met zijn pensionering. ‘Als je 65 wordt, ben je verplicht seniel,’ merkte hij op. In het jaar van zijn afscheid ontving hij de Meijerspenning, een prijs van de Faculteit der Rechtsgeleerdheid voor iemand die een bijzondere bijdrage heeft geleverd aan de werkzaamheden van de faculteit.

### 1995-2008
Na zijn pensionering werd Reugebrink als ‘vader van de Nederlandse btw’ nog af en toe om commentaar gevraagd bij nieuwe ontwikkelingen op btw-terrein.
De laatste jaren van zijn leven waren moeilijk. Na het overlijden van zijn vrouw Chris van der Veen in 2004 werd het leven hem zwaar. Ook liet zijn gezondheid te wensen over. Op 10 november 2008 overleed hij.

## Publicaties
- J. Reugebrink, Omzetbelasting, Fiscale Studieserie Nr. 6, FED, Deventer, 1962. Aan latere drukken hebben ook andere auteurs meegewerkt.
- J. Reugebrink, Omzetbelasting en EEG: Aspecten van een belasting over de toegevoegde waarde, Kluwer, Deventer, 1964
- J. Reugebrink, Enkele beschouwingen over de neutraliteit van de omzetbelasting, Kluwer, Deventer, 1965
- J. Reugebrink, Aan de grens: Enkele randvakken bij de studie van het belastingrecht, FED, Deventer, 1978
- Jacques Reugebrink, De zieke oude dame: Sonnettencyclus, Kluwer, Deventer, 1992
- J. Reugebrink, Terug naar de bron. Vijfentwintig jaar BTW, openingscollege Rijksuniversiteit Leiden, 1993
- J. Reugebrink, De zomer was groots, afscheidscollege Rijksuniversiteit Leiden, 1995
- Politici van heden over belastingen van morgen: Een bundel beschouwingen onder redactie van J. Reugebrink, Samsom, Alphen aan den Rijn, 1970
- B.J.M. Terra en R.F.W. van Brederode (redactie), De ware koningin der belastingen: Opstellen aangeboden aan prof. mr. J. Reugebrink ter gelegenheid van zijn 25-jarig ambtsjubileum, FED, Deventer, 1990